# Temporada 2021 del Campeonato Mundial de Resistencia de la FIA
La temporada 2021 del Campeonato Mundial de Resistencia de la FIA (FIA WEC) fue la novena edición del Campeonato Mundial de Resistencia. Fue coorganizado por la Federación Internacional del Automóvil (FIA) y Automobile Club de l'Ouest (ACO). 
La temporada 2021 vio una revisión significativa de las regulaciones técnicas en la clase principal del campeonato. Los prototipos LMP1 utilizados en la clase principal durante los primeros ocho años del campeonato desaparecieron gradualmente y se reemplazaron por una nueva clase conocida como Le Mans Hypercar. Sin embargo, se permitió que los LMP1 con especificaciones actuales tengan derecho de disputar la temporada.
Además el campeonato 2021 también marcó el regreso del calendario anual para el Campeonato Mundial de Resistencia, volviendo a este formato después de dos temporadas con formato interanual debido a la finalización tardía de la temporada 2019-20 causada por la pandemia de COVID-19.

## Calendario
La FIA y el ACO presentaron el calendario para la temporada 2021 durante las 24 Horas de Le Mans 2020. El calendario cuenta con seis rondas en lugar de ocho, el calendario no incluye las 6 Horas de Silverstone, las 6 Horas de Shanghái y el Lone Star Le Mans en comparación con la temporada 2019-20, pero incluye una nueva ronda, las 6 Horas de Monza. La decisión de disputar un campeonato de seis rondas se tomó para ahorrar costos debido al impacto financiero de la pandemia.
| Ronda               | Carrera                      | Circuito                           | Lugar                   | Fecha             |
| ------------------- | ---------------------------- | ---------------------------------- | ----------------------- | ----------------- |
| 1                   | 6 Horas de Spa-Francorchamps | Circuito de Spa-Francorchamps      | Spa, Bélgica            | 1 de mayo         |
| 2                   | 8 Horas de Portimão          | Autódromo Internacional do Algarve | Algarve, Portugal       | 13 de junio       |
| 3                   | 6 Horas de Monza             | Autodromo Nazionale di Monza       | Monza, Italia           | 18 de julio       |
| 4                   | 24 Horas de Le Mans          | Circuito de la Sarthe              | Le Mans, Francia        | 21 y 22 de agosto |
| 5                   | 6 Horas de Baréin            | Circuito Internacional de Baréin   | Sakhir, Baréin          | 30 de octubre     |
| 6                   | 8 Horas de Baréin            | Circuito Internacional de Baréin   | Sakhir, Baréin          | 6 de noviembre    |
| Carreras canceladas |                              |                                    |                         |                   |
|                     | 1000 Millas de Sebring       | Sebring International Raceway      | Sebring, Estados Unidos | 19 de marzo       |
|                     | 6 Horas de Fuji              | Fuji Speedway                      | Shizuoka, Japón         | 26 de septiembre  |

### Cambios en el calendario a causa de la pandemia de COVID-19
- Las 1000 Millas de Sebring estaban programadas para disputarse el 19 de marzo como la primera ronda de la temporada, pero se canceló en respuesta a la pandemia de COVID-19,[4] y fue reemplazada por una carrera de la misma duración en Portimão el 4 de abril.[5][6]
- Las 24 Horas de Le Mans estaban programadas para disputarse del 12 al 13 de junio, pero fue reprogramada para el 21 al 22 de agosto para aumentar las posibilidades de correr la carrera con espectadores.[7][8]
- Las 8 Horas de Portimão estaban programadas para disputarse el 4 de abril, pero fue reprogramada para el 13 junio debido a las restricciones de viajes que impuso Portugal, por estos cambios, tanto el prólogo como la primera fecha del campeonato se darán en Spa-Francorchamps.[9][10]
- Las 6 Horas de Fuji estaban programadas para disputarse el 26 de septiembre como la quinta ronda de la temporada, pero se cancelaron debido a las restricciones de viaje que tiene Japón, por esa razón fue reemplazada por una segunda carrera en Baréin de 6 horas de duración que se disputará una semana antes que las 8 Horas del mismo país.[11][12][13]

## Escuderías y pilotos

### Hypercar
Todos los vehículos participantes utilizan neumáticos Michelin.
| Equipo              | Automóvil               | Motor                       | N.º | Pilotos            | Rondas |
| ------------------- | ----------------------- | --------------------------- | --- | ------------------ | ------ |
| Toyota Gazoo Racing | Toyota GR010 Hybrid     | Toyota 3.5 L Turbo V6       | 7   | Mike Conway        | Todas  |
| Toyota Gazoo Racing | Toyota GR010 Hybrid     | Toyota 3.5 L Turbo V6       | 7   | Kamui Kobayashi    | Todas  |
| Toyota Gazoo Racing | Toyota GR010 Hybrid     | Toyota 3.5 L Turbo V6       | 7   | José María López   | Todas  |
| Toyota Gazoo Racing | Toyota GR010 Hybrid     | Toyota 3.5 L Turbo V6       | 8   | Sébastien Buemi    | Todas  |
| Toyota Gazoo Racing | Toyota GR010 Hybrid     | Toyota 3.5 L Turbo V6       | 8   | Brendon Hartley    | Todas  |
| Toyota Gazoo Racing | Toyota GR010 Hybrid     | Toyota 3.5 L Turbo V6       | 8   | Kazuki Nakajima    | Todas  |
| Alpine Elf Matmut   | Alpine A480             | Gibson GL458 4.5 L V8       | 36  | Nicolas Lapierre   | Todas  |
| Alpine Elf Matmut   | Alpine A480             | Gibson GL458 4.5 L V8       | 36  | André Negrão       | Todas  |
| Alpine Elf Matmut   | Alpine A480             | Gibson GL458 4.5 L V8       | 36  | Matthieu Vaxivière | Todas  |
| Glickenhaus Racing  | Glickenhaus SCG 007 LMH | Pipo Moteurs 3.5 L Turbo V8 | 708 | Gustavo Menezes    | 3      |
| Glickenhaus Racing  | Glickenhaus SCG 007 LMH | Pipo Moteurs 3.5 L Turbo V8 | 708 | Olivier Pla        | 3-4    |
| Glickenhaus Racing  | Glickenhaus SCG 007 LMH | Pipo Moteurs 3.5 L Turbo V8 | 708 | Pipo Derani        | 3-4    |
| Glickenhaus Racing  | Glickenhaus SCG 007 LMH | Pipo Moteurs 3.5 L Turbo V8 | 708 | Franck Mailleux    | 4      |
| Glickenhaus Racing  | Glickenhaus SCG 007 LMH | Pipo Moteurs 3.5 L Turbo V8 | 709 | Romain Dumas       | 2-4    |
| Glickenhaus Racing  | Glickenhaus SCG 007 LMH | Pipo Moteurs 3.5 L Turbo V8 | 709 | Richard Westbrook  | 2-4    |
| Glickenhaus Racing  | Glickenhaus SCG 007 LMH | Pipo Moteurs 3.5 L Turbo V8 | 709 | Ryan Briscoe       | 2, 4   |
| Glickenhaus Racing  | Glickenhaus SCG 007 LMH | Pipo Moteurs 3.5 L Turbo V8 | 709 | Franck Mailleux    | 3      |

### LMP2
De acuerdo con la normativa LMP2 de 2017, todos los coches de la clase LMP2 utilizan el motor Gibson GK428 V8. Todos los vehículos participantes utilizan neumáticos Goodyear. Las inscripciones en la Copa LMP2 Pro-Am, reservadas para equipos con un piloto con clasificación Bronce en su alineación, se indican con iconos. 
| Equipo                    | Automóvil                           | N.º | Estado | Pilotos                | Rondas   |
| ------------------------- | ----------------------------------- | --- | ------ | ---------------------- | -------- |
| Richard Mille Racing Team | Oreca 07                            | 1   | P2     | Tatiana Calderón       | Todas    |
| Richard Mille Racing Team | Oreca 07                            | 1   | P2     | Sophia Flörsch         | Todas    |
| Richard Mille Racing Team | Oreca 07                            | 1   | P2     | Beitske Visser         | 1-2, 4-6 |
| High Class Racing         | Oreca 07                            | 20  | PA     | Dennis Andersen        | Todas    |
| High Class Racing         | Oreca 07                            | 20  | PA     | Anders Fjordbach       | 1-3, 5-6 |
| High Class Racing         | Oreca 07                            | 20  | PA     | Jan Magnussen          | 1-3, 5-6 |
| High Class Racing         | Oreca 07                            | 20  | PA     | Marco Sørensen         | 4        |
| High Class Racing         | Oreca 07                            | 20  | PA     | Ricky Taylor           | 4        |
| DragonSpeed USA           | Oreca 07                            | 21  | PA     | Ben Hanley             | Todas    |
| DragonSpeed USA           | Oreca 07                            | 21  | PA     | Henrik Hedman          | Todas    |
| DragonSpeed USA           | Oreca 07                            | 21  | PA     | Juan Pablo Montoya     | Todas    |
| United Autosports USA     | Oreca 07                            | 22  | P2     | Philip Hanson          | Todas    |
| United Autosports USA     | Oreca 07                            | 22  | P2     | Fabio Scherer          | 1, 3-6   |
| United Autosports USA     | Oreca 07                            | 22  | P2     | Filipe Albuquerque     | 1, 3-6   |
| United Autosports USA     | Oreca 07                            | 22  | P2     | Paul di Resta          | 2        |
| United Autosports USA     | Oreca 07                            | 22  | P2     | Wayne Boyd             | 2        |
| Jota                      | Oreca 07                            | 28  | P2     | Tom Blomqvist          | Todas    |
| Jota                      | Oreca 07                            | 28  | P2     | Sean Gelael            | Todas    |
| Jota                      | Oreca 07                            | 28  | P2     | Stoffel Vandoorne      | Todas    |
| Jota                      | Oreca 07                            | 38  | P2     | Anthony Davidson       | Todas    |
| Jota                      | Oreca 07                            | 38  | P2     | António Félix da Costa | Todas    |
| Jota                      | Oreca 07                            | 38  | P2     | Roberto González       | Todas    |
| Racing Team Nederland     | Oreca 07                            | 29  | PA     | Frits van Eerd         | Todas    |
| Racing Team Nederland     | Oreca 07                            | 29  | PA     | Giedo van der Garde    | 1-2, 4-6 |
| Racing Team Nederland     | Oreca 07                            | 29  | PA     | Job van Uitert         | 1-2, 4-6 |
| Racing Team Nederland     | Oreca 07                            | 29  | PA     | Nyck de Vries          | 3        |
| Racing Team Nederland     | Oreca 07                            | 29  | PA     | Paul-Loup Chatin       | 3        |
| Team WRT                  | Oreca 07                            | 31  | P2     | Robin Frijns           | Todas    |
| Team WRT                  | Oreca 07                            | 31  | P2     | Ferdinand von Habsburg | Todas    |
| Team WRT                  | Oreca 07                            | 31  | P2     | Charles Milesi         | Todas    |
| Inter Europol Competition | Oreca 07                            | 34  | P2     | Alex Brundle           | Todas    |
| Inter Europol Competition | Oreca 07                            | 34  | P2     | Kuba Śmiechowski       | Todas    |
| Inter Europol Competition | Oreca 07                            | 34  | P2     | Renger van der Zande   | 1, 3-6   |
| Inter Europol Competition | Oreca 07                            | 34  | P2     | Louis Delétraz         | 2        |
| ARC Bratislava            | Ligier JS P217 (1-3) Oreca 07 (4-6) | 44  | PA     | Miro Konôpka           | Todas    |
| ARC Bratislava            | Ligier JS P217 (1-3) Oreca 07 (4-6) | 44  | PA     | Tom Jackson            | 1-2      |
| ARC Bratislava            | Ligier JS P217 (1-3) Oreca 07 (4-6) | 44  | PA     | Darren Burke           | 1        |
| ARC Bratislava            | Ligier JS P217 (1-3) Oreca 07 (4-6) | 44  | PA     | Oliver Webb            | 2-5      |
| ARC Bratislava            | Ligier JS P217 (1-3) Oreca 07 (4-6) | 44  | PA     | Matej Konôpka          | 3-4      |
| ARC Bratislava            | Ligier JS P217 (1-3) Oreca 07 (4-6) | 44  | PA     | Kush Maini             | 5        |
| ARC Bratislava            | Ligier JS P217 (1-3) Oreca 07 (4-6) | 44  | PA     | Nelson Panciatici      | 6        |
| ARC Bratislava            | Ligier JS P217 (1-3) Oreca 07 (4-6) | 44  | PA     | Olli Caldwell          | 6        |
| Realteam Racing           | Oreca 07                            | 70  | PA     | Esteban Garcia         | Todas    |
| Realteam Racing           | Oreca 07                            | 70  | PA     | Norman Nato            | Todas    |
| Realteam Racing           | Oreca 07                            | 70  | PA     | Loïc Duval             | 1, 3-6   |
| Realteam Racing           | Oreca 07                            | 70  | PA     | Mathias Beche          | 2        |

| Icono | Leyenda          |
| ----- | ---------------- |
| P2    | LMP2             |
| PA    | Copa LMP2 Pro-Am |

### LMGTE Pro
Todos los vehículos participantes utilizan neumáticos Michelin.
| Equipo          | Automóvil           | Motor                                 | N.º | Pilotos               | Rondas  |
| --------------- | ------------------- | ------------------------------------- | --- | --------------------- | ------- |
| AF Corse        | Ferrari 488 GTE Evo | Ferrari Ferrari F154CB 3.9 L Turbo V8 | 51  | James Calado          | Todas   |
| AF Corse        | Ferrari 488 GTE Evo | Ferrari Ferrari F154CB 3.9 L Turbo V8 | 51  | Alessandro Pier Guidi | Todas   |
| AF Corse        | Ferrari 488 GTE Evo | Ferrari Ferrari F154CB 3.9 L Turbo V8 | 51  | Côme Ledogar          | 4       |
| AF Corse        | Ferrari 488 GTE Evo | Ferrari Ferrari F154CB 3.9 L Turbo V8 | 52  | Miguel Molina         | Todas   |
| AF Corse        | Ferrari 488 GTE Evo | Ferrari Ferrari F154CB 3.9 L Turbo V8 | 52  | Daniel Serra          | Todas   |
| AF Corse        | Ferrari 488 GTE Evo | Ferrari Ferrari F154CB 3.9 L Turbo V8 | 52  | Davide Rigon          | 4       |
| Porsche GT Team | Porsche 911 RSR-19  | Porsche 4.2 L Flat-6                  | 91  | Gianmaria Bruni       | Todas   |
| Porsche GT Team | Porsche 911 RSR-19  | Porsche 4.2 L Flat-6                  | 91  | Richard Lietz         | Todas   |
| Porsche GT Team | Porsche 911 RSR-19  | Porsche 4.2 L Flat-6                  | 91  | Frédéric Makowiecki   | 2, 4, 6 |
| Porsche GT Team | Porsche 911 RSR-19  | Porsche 4.2 L Flat-6                  | 92  | Kévin Estre           | Todas   |
| Porsche GT Team | Porsche 911 RSR-19  | Porsche 4.2 L Flat-6                  | 92  | Neel Jani             | Todas   |
| Porsche GT Team | Porsche 911 RSR-19  | Porsche 4.2 L Flat-6                  | 92  | Michael Christensen   | 2, 4, 6 |

### LMGTE Am
Todos los vehículos participantes utilizan neumáticos Michelin.
| Equipo                | Automóvil                | Motor                                 | N.º | Pilotos               | Rondas   |
| --------------------- | ------------------------ | ------------------------------------- | --- | --------------------- | -------- |
| TF Sport              | Aston Martin Vantage AMR | Aston Martin 4.0 L Turbo V8           | 33  | Felipe Fraga          | Todas    |
| TF Sport              | Aston Martin Vantage AMR | Aston Martin 4.0 L Turbo V8           | 33  | Ben Keating           | Todas    |
| TF Sport              | Aston Martin Vantage AMR | Aston Martin 4.0 L Turbo V8           | 33  | Dylan Pereira         | Todas    |
| D'station Racing      | Aston Martin Vantage AMR | Aston Martin 4.0 L Turbo V8           | 777 | Tomonobu Fujii        | Todas    |
| D'station Racing      | Aston Martin Vantage AMR | Aston Martin 4.0 L Turbo V8           | 777 | Satoshi Hoshino       | Todas    |
| D'station Racing      | Aston Martin Vantage AMR | Aston Martin 4.0 L Turbo V8           | 777 | Andrew Watson         | Todas    |
| Team Project 1        | Porsche 911 RSR-19       | Porsche 4.2 L Flat-6                  | 46  | Dennis Olsen          | 1, 3-6   |
| Team Project 1        | Porsche 911 RSR-19       | Porsche 4.2 L Flat-6                  | 46  | Anders Buchardt       | 1, 3-4   |
| Team Project 1        | Porsche 911 RSR-19       | Porsche 4.2 L Flat-6                  | 46  | Axcil Jefferies       | 1        |
| Team Project 1        | Porsche 911 RSR-19       | Porsche 4.2 L Flat-6                  | 46  | Maxwell Root          | 3-4      |
| Team Project 1        | Porsche 911 RSR-19       | Porsche 4.2 L Flat-6                  | 56  | Matteo Cairoli        | Todas    |
| Team Project 1        | Porsche 911 RSR-19       | Porsche 4.2 L Flat-6                  | 56  | Egidio Perfetti       | Todas    |
| Team Project 1        | Porsche 911 RSR-19       | Porsche 4.2 L Flat-6                  | 56  | Riccardo Pera         | Todas    |
| Cetilar Racing        | Ferrari 488 GTE Evo      | Ferrari Ferrari F154CB 3.9 L Turbo V8 | 47  | Roberto Lacorte       | Todas    |
| Cetilar Racing        | Ferrari 488 GTE Evo      | Ferrari Ferrari F154CB 3.9 L Turbo V8 | 47  | Giorgio Sernagiotto   | Todas    |
| Cetilar Racing        | Ferrari 488 GTE Evo      | Ferrari Ferrari F154CB 3.9 L Turbo V8 | 47  | Antonio Fuoco         | Todas    |
| AF Corse              | Ferrari 488 GTE Evo      | Ferrari Ferrari F154CB 3.9 L Turbo V8 | 54  | Francesco Castellacci | Todas    |
| AF Corse              | Ferrari 488 GTE Evo      | Ferrari Ferrari F154CB 3.9 L Turbo V8 | 54  | Giancarlo Fisichella  | Todas    |
| AF Corse              | Ferrari 488 GTE Evo      | Ferrari Ferrari F154CB 3.9 L Turbo V8 | 54  | Thomas Flohr          | Todas    |
| AF Corse              | Ferrari 488 GTE Evo      | Ferrari Ferrari F154CB 3.9 L Turbo V8 | 83  | Nicklas Nielsen       | Todas    |
| AF Corse              | Ferrari 488 GTE Evo      | Ferrari Ferrari F154CB 3.9 L Turbo V8 | 83  | François Perrodo      | Todas    |
| AF Corse              | Ferrari 488 GTE Evo      | Ferrari Ferrari F154CB 3.9 L Turbo V8 | 83  | Alessio Rovera        | Todas    |
| Iron Lynx             | Ferrari 488 GTE Evo      | Ferrari Ferrari F154CB 3.9 L Turbo V8 | 60  | Claudio Schiavoni     | Todas    |
| Iron Lynx             | Ferrari 488 GTE Evo      | Ferrari Ferrari F154CB 3.9 L Turbo V8 | 60  | Matteo Cressoni       | 1-3, 5-6 |
| Iron Lynx             | Ferrari 488 GTE Evo      | Ferrari Ferrari F154CB 3.9 L Turbo V8 | 60  | Andrea Piccini        | 1-3, 5-6 |
| Iron Lynx             | Ferrari 488 GTE Evo      | Ferrari Ferrari F154CB 3.9 L Turbo V8 | 60  | Paolo Ruberti         | 4        |
| Iron Lynx             | Ferrari 488 GTE Evo      | Ferrari Ferrari F154CB 3.9 L Turbo V8 | 60  | Raffaele Gianmaria    | 4        |
| Iron Lynx             | Ferrari 488 GTE Evo      | Ferrari Ferrari F154CB 3.9 L Turbo V8 | 85  | Rahel Frey            | Todas    |
| Iron Lynx             | Ferrari 488 GTE Evo      | Ferrari Ferrari F154CB 3.9 L Turbo V8 | 85  | Manuela Gostner       | 1-2      |
| Iron Lynx             | Ferrari 488 GTE Evo      | Ferrari Ferrari F154CB 3.9 L Turbo V8 | 85  | Katherine Legge       | 1        |
| Iron Lynx             | Ferrari 488 GTE Evo      | Ferrari Ferrari F154CB 3.9 L Turbo V8 | 85  | Michelle Gatting      | 2-6      |
| Iron Lynx             | Ferrari 488 GTE Evo      | Ferrari Ferrari F154CB 3.9 L Turbo V8 | 85  | Sarah Bovy            | 3-4      |
| Dempsey-Proton Racing | Porsche 911 RSR-19       | Porsche 4.2 L Flat-6                  | 77  | Christian Ried        | Todas    |
| Dempsey-Proton Racing | Porsche 911 RSR-19       | Porsche 4.2 L Flat-6                  | 77  | Matt Campbell         | Todas    |
| Dempsey-Proton Racing | Porsche 911 RSR-19       | Porsche 4.2 L Flat-6                  | 77  | Jaxon Evans           | Todas    |
| Dempsey-Proton Racing | Porsche 911 RSR-19       | Porsche 4.2 L Flat-6                  | 88  | Marco Seefried        | 1-3      |
| Dempsey-Proton Racing | Porsche 911 RSR-19       | Porsche 4.2 L Flat-6                  | 88  | Andrew Haryanto       | 1, 3     |
| Dempsey-Proton Racing | Porsche 911 RSR-19       | Porsche 4.2 L Flat-6                  | 88  | Alessio Picariello    | 1, 3     |
| Dempsey-Proton Racing | Porsche 911 RSR-19       | Porsche 4.2 L Flat-6                  | 88  | Dominique Bastien     | 2, 4     |
| Dempsey-Proton Racing | Porsche 911 RSR-19       | Porsche 4.2 L Flat-6                  | 88  | Julien Andlauer       | 2, 4     |
| Dempsey-Proton Racing | Porsche 911 RSR-19       | Porsche 4.2 L Flat-6                  | 88  | Lance David Arnold    | 4        |
| GR Racing             | Porsche 911 RSR-19       | Porsche 4.2 L Flat-6                  | 86  | Ben Barker            | Todas    |
| GR Racing             | Porsche 911 RSR-19       | Porsche 4.2 L Flat-6                  | 86  | Michael Wainwright    | Todas    |
| GR Racing             | Porsche 911 RSR-19       | Porsche 4.2 L Flat-6                  | 86  | Tom Gamble            | Todas    |
| Aston Martin Racing   | Aston Martin Vantage AMR | Aston Martin 4.0 L Turbo V8           | 98  | Paul Dalla Lana       | Todas    |
| Aston Martin Racing   | Aston Martin Vantage AMR | Aston Martin 4.0 L Turbo V8           | 98  | Marcos Gomes          | Todas    |
| Aston Martin Racing   | Aston Martin Vantage AMR | Aston Martin 4.0 L Turbo V8           | 98  | Augusto Farfus        | 1-3, 5-6 |
| Aston Martin Racing   | Aston Martin Vantage AMR | Aston Martin 4.0 L Turbo V8           | 98  | Nicki Thiim           | 4        |

## Resultados por carrera
| Ronda | Circuito          | Ganadores                                       | Ganadores                                                | Ganadores                                       | Ganadores                                         | Resultados |
| Ronda | Circuito          | Hypercar                                        | LMP2                                                     | LMGTE Pro                                       | LMGTE Am                                          | Resultados |
| ----- | ----------------- | ----------------------------------------------- | -------------------------------------------------------- | ----------------------------------------------- | ------------------------------------------------- | ---------- |
| 1     | Spa-Francorchamps | Toyota Gazoo Racing N.º 8                       | United Autosports USA N.º 22                             | Porsche GT Team N.º 92                          | AF Corse N.º 83                                   | Resultados |
| 1     | Spa-Francorchamps | Sébastien Buemi Brendon Hartley Kazuki Nakajima | Filipe Albuquerque Philip Hanson Fabio Scherer           | Kévin Estre Neel Jani                           | Nicklas Nielsen François Perrodo Alessio Rovera   | Resultados |
| 2     | Portimão          | Toyota Gazoo Racing N.º 8                       | Jota N.º 38                                              | AF Corse N.º 51                                 | Cetilar Racing N.º 47                             | Resultados |
| 2     | Portimão          | Sébastien Buemi Brendon Hartley Kazuki Nakajima | Roberto González António Félix da Costa Anthony Davidson | Alessandro Pier Guidi James Calado              | Roberto Lacorte Giorgio Sernagiotto Antonio Fuoco | Resultados |
| 3     | Monza             | Toyota Gazoo Racing N.º 7                       | United Autosports USA N.º 22                             | Porsche GT Team N.º 92                          | AF Corse N.º 83                                   | Resultados |
| 3     | Monza             | Mike Conway Kamui Kobayashi José María López    | Filipe Albuquerque Philip Hanson Fabio Scherer           | Kévin Estre Neel Jani                           | Nicklas Nielsen François Perrodo Alessio Rovera   | Resultados |
| 4     | Le Mans           | Toyota Gazoo Racing N.º 7                       | Team WRT N.º 31                                          | AF Corse N.º 51                                 | AF Corse N.º 83                                   | Resultados |
| 4     | Le Mans           | Mike Conway Kamui Kobayashi José María López    | Robin Frijns Ferdinand von Habsburg Charles Milesi       | James Calado Côme Ledogar Alessandro Pier Guidi | Nicklas Nielsen François Perrodo Alessio Rovera   | Resultados |
| 5     | Baréin            | Toyota Gazoo Racing N.º 7                       | Team WRT N.º 31                                          | Porsche GT Team N.º 92                          | TF Sport N.º 33                                   | Resultados |
| 5     | Baréin            | Mike Conway Kamui Kobayashi José María López    | Robin Frijns Ferdinand von Habsburg Charles Milesi       | Kévin Estre Neel Jani                           | Felipe Fraga Ben Keating Dylan Pereira            | Resultados |
| 6     | Baréin            | Toyota Gazoo Racing N.º 8                       | Team WRT N.º 31                                          | AF Corse N.º 51                                 | AF Corse N.º 83                                   | Resultados |
| 6     | Baréin            | Sébastien Buemi Brendon Hartley Kazuki Nakajima | Robin Frijns Ferdinand von Habsburg Charles Milesi       | James Calado Alessandro Pier Guidi              | Nicklas Nielsen François Perrodo Alessio Rovera   | Resultados |

## Clasificaciones

### Sistemas de puntuación
Hay tres sistemas de puntuaciones diferentes para las distintas pruebas, siendo la primera para carreras de 4 y 6 horas de duración, la segunda para las carreras de 8 y 10 horas, y la última para las 24 Horas de Le Mans, la cual dobla los puntos del primer sistema. En todas las rondas se brinda un punto por pole position en todas las clases.
| Duración  | 1.º | 2.º | 3.º | 4.º | 5.º | 6.º | 7.º | 8.º | 9.º | 10.º | Otra | Pole |
| 4-6 horas | 25  | 18  | 15  | 12  | 10  | 8   | 6   | 4   | 2   | 1    | 0.5  | 1    |
| 8 horas   | 38  | 27  | 23  | 18  | 15  | 12  | 9   | 6   | 3   | 2    | 1    | 1    |
| 24 horas  | 50  | 36  | 30  | 24  | 20  | 16  | 12  | 8   | 4   | 2    | 1    | 1    |

### Campeonatos de pilotos

#### Hypercar
| Pos. | Piloto             | Equipo              | SPA | POR | MNZ | LMS | BHR | BHR | Puntos |
| ---- | ------------------ | ------------------- | --- | --- | --- | --- | --- | --- | ------ |
| 1    | Mike Conway        | Toyota Gazoo Racing | 3   | 2   | 1   | 1   | 1   | 2   | 173    |
| 1    | Kamui Kobayashi    | Toyota Gazoo Racing | 3   | 2   | 1   | 1   | 1   | 2   | 173    |
| 1    | José María López   | Toyota Gazoo Racing | 3   | 2   | 1   | 1   | 1   | 2   | 173    |
| 2    | Sébastien Buemi    | Toyota Gazoo Racing | 1   | 1   | 4   | 2   | 2   | 1   | 168    |
| 2    | Brendon Hartley    | Toyota Gazoo Racing | 1   | 1   | 4   | 2   | 2   | 1   | 168    |
| 2    | Kazuki Nakajima    | Toyota Gazoo Racing | 1   | 1   | 4   | 2   | 2   | 1   | 168    |
| 3    | Nicolas Lapierre   | Alpine Elf Matmut   | 2   | 3   | 2   | 3   | 3   | 3   | 128    |
| 3    | André Negrão       | Alpine Elf Matmut   | 2   | 3   | 2   | 3   | 3   | 3   | 128    |
| 3    | Matthieu Vaxivière | Alpine Elf Matmut   | 2   | 3   | 2   | 3   | 3   | 3   | 128    |
| 4    | Richard Westbrook  | Glickenhaus Racing  |     | 4   | 3   | 5   |     |     | 53     |
| 4    | Romain Dumas       | Glickenhaus Racing  |     | 4   | 3   | 5   |     |     | 53     |
| 5    | Franck Mailleux    | Glickenhaus Racing  |     |     | 3   | 4   |     |     | 39     |
| 6    | Ryan Briscoe       | Glickenhaus Racing  |     | 4   |     | 5   |     |     | 38     |
| 7    | Pipo Derani        | Glickenhaus Racing  |     |     | Ret | 4   |     |     | 24     |
| 7    | Olivier Pla        | Glickenhaus Racing  |     |     | Ret | 4   |     |     | 24     |
| 8    | Gustavo Menezes    | Glickenhaus Racing  |     |     | Ret |     |     |     | 0      |
| Pos. | Piloto             | Equipo              | SPA | POR | MNZ | LMS | BHR | BHR | Puntos |

| Color     | Resultado                                                               |
| --------- | ----------------------------------------------------------------------- |
| Oro       | Ganador                                                                 |
| Plata     | 2.ª plaza                                                               |
| Bronce    | 3.ª plaza                                                               |
| Verde     | Finalizó en los puntos                                                  |
| Azul      | Finalizó sin puntos                                                     |
| Azul      | NC - No clasificado                                                     |
| Violeta   | Ret - No terminó (Carrera)                                              |
| Rojo      | DNQ - No se clasificó                                                   |
| Negro     | DSQ - Descalificado                                                     |
| Blanco    | DNS - No empezó (carrera)                                               |
| Blanco    | WD - Retirado (fin de semana)                                           |
| Blanco    | C - Carrera cancelada                                                   |
| Sin color | DNP - Inscrito pero no participó                                        |
| Sin color | INJ - Lesionado                                                         |
| Sin color | EX - Excluido                                                           |
| Estado    | Resultado                                                               |
| Negrita   | Pole position                                                           |
| Cursiva   | Vuelta rápida                                                           |
| †         | Abandona, pero clasifica al completar el porcentaje requerido para ello |

#### GTE
| Pos. | Piloto                | Equipo                | SPA | POR | MNZ | LMS | BHR | BHR | Puntos |
| ---- | --------------------- | --------------------- | --- | --- | --- | --- | --- | --- | ------ |
| 1    | James Calado          | AF Corse              | 2   | 1   | 2   | 1   | 3   | 1   | 177    |
| 1    | Alessandro Pier Guidi | AF Corse              | 2   | 1   | 2   | 1   | 3   | 1   | 177    |
| 2    | Kévin Estre           | Porsche GT Team       | 1   | 3   | 1   | 2   | 1   | 2   | 166    |
| 2    | Neel Jani             | Porsche GT Team       | 1   | 3   | 1   | 2   | 1   | 2   | 166    |
| 3    | Gianmaria Bruni       | Porsche GT Team       | 4   | 4   | 3   | 3   | 2   | 4   | 111    |
| 3    | Richard Lietz         | Porsche GT Team       | 4   | 4   | 3   | 3   | 2   | 4   | 111    |
| 4    | Miguel Molina         | AF Corse              | 3   | 2   | 4   | 10  | 4   | 3   | 92     |
| 4    | Daniel Serra          | AF Corse              | 3   | 2   | 4   | 10  | 4   | 3   | 92     |
| 5    | Michael Christensen   | Porsche GT Team       |     | 3   |     | 2   |     | 2   | 88     |
| 6    | Frédéric Makowiecki   | Porsche GT Team       |     | 4   |     | 3   |     | 4   | 66     |
| 7    | Nicklas Nielsen       | AF Corse              | 5   | 14  | 5   | 4   | 9   | 5   | 62     |
| 7    | François Perrodo      | AF Corse              | 5   | 14  | 5   | 4   | 9   | 5   | 62     |
| 7    | Alessio Rovera        | AF Corse              | 5   | 14  | 5   | 4   | 9   | 5   | 62     |
| 8    | Côme Ledogar          | AF Corse              |     |     |     | 1   |     |     | 50     |
| 9    | Felipe Fraga          | TF Sport              | 6   | 11  | 18  | 5   | 5   | Ret | 39.5   |
| 9    | Ben Keating           | TF Sport              | 6   | 11  | 18  | 5   | 5   | Ret | 39.5   |
| 9    | Dylan Pereira         | TF Sport              | 6   | 11  | 18  | 5   | 5   | Ret | 39.5   |
| 10   | Matt Campbell         | Dempsey-Proton Racing | Ret | Ret | 9   | 7   | 6   | 6   | 34     |
| 10   | Jaxon Evans           | Dempsey-Proton Racing | Ret | Ret | 9   | 7   | 6   | 6   | 34     |
| 10   | Christian Ried        | Dempsey-Proton Racing | Ret | Ret | 9   | 7   | 6   | 6   | 34     |
| 11   | Matteo Cairoli        | Team Project 1        | DNS | 6   | 8   | Ret | 7   | 7   | 31     |
| 11   | Riccardo Pera         | Team Project 1        | DNS | 6   | 8   | Ret | 7   | 7   | 31     |
| 11   | Egidio Perfetti       | Team Project 1        | DNS | 6   | 8   | Ret | 7   | 7   | 31     |
| 11   | Antonio Fuoco         | Cetilar Racing        | 7   | 5   | 15  | Ret | 13  | 8   | 28     |
| 12   | Roberto Lacorte       | Cetilar Racing        | 7   | 5   | 15  | Ret | 13  | 8   | 28     |
| 12   | Giorgio Sernagiotto   | Cetilar Racing        | 7   | 5   | 15  | Ret | 13  | 8   | 28     |
| 13   | Claudio Schiavoni     | Iron Lynx             | 13  | 9   | Ret | 6   |     | 9   | 22.5   |
| 14   | Marcos Gomes          | Aston Martin Racing   | 10  | 8   | 6   | Ret | 8   | 14  | 20     |
| 14   | Paul Dalla Lana       | Aston Martin Racing   | 10  | 8   | 6   | Ret | 8   | 14  | 20     |
| 14   | Augusto Farfus        | Aston Martin Racing   | 10  | 8   | 6   |     | 8   | 14  | 20     |
| 15   | Francesco Castellacci | AF Corse              | 8   | 7   | 11  | 11  | 11  | 10  | 17     |
| 15   | Giancarlo Fisichella  | AF Corse              | 8   | 7   | 11  | 11  | 11  | 10  | 17     |
| 15   | Thomas Flohr          | AF Corse              | 8   | 7   | 11  | 11  | 11  | 10  | 17     |
| 16   | Raffaele Giammaria    | Iron Lynx             |     |     |     | 6   |     |     | 16     |
| 16   | Paolo Ruberti         | Iron Lynx             |     |     |     | 6   |     |     | 16     |
| 17   | Tomonobu Fujii        | D'station Racing      | 11  | Ret | 7   | 8   | 14  | 11  | 16     |
| 17   | Satoshi Hoshino       | D'station Racing      | 11  | Ret | 7   | 8   | 14  | 11  | 16     |
| 17   | Andrew Watson         | D'station Racing      | 11  | Ret | 7   | 8   | 14  | 11  | 16     |
| 18   | Rahel Frey            | Iron Lynx             | 12  | 10  | 12  | 9   | 12  | 12  | 8.5    |
| 19   | Matteo Cressoni       | Iron Lynx             | 13  | 9   | Ret |     | 15  | 9   | 7      |
| 19   | Andrea Piccini        | Iron Lynx             | 13  | 9   | Ret |     | 15  | 9   | 7      |
| 20   | Michelle Gatting      | Iron Lynx             |     | 10  | 12  | 9   |     |     | 6.5    |
| 21   | Sarah Bovy            | Iron Lynx             |     |     | 12  | 9   | 12  | 12  | 6      |
| 22   | Ben Barker            | GR Racing             | Ret | 12  | 13  | 13  | 10  | 13  | 4.5    |
| 22   | Tom Gamble            | GR Racing             | Ret | 12  | 13  | 13  | 10  | 13  | 4.5    |
| 22   | Michael Wainwright    | GR Racing             | Ret | 12  | 13  | 13  | 10  | 13  | 4.5    |
| 23   | Marco Seefried        | Dempsey-Proton Racing | 9   | 13  | 10  |     |     |     | 4      |
| 24   | Andrew Haryanto       | Dempsey-Proton Racing | 9   |     | 10  |     |     |     | 3      |
| 24   | Alessio Picariello    | Dempsey-Proton Racing | 9   |     | 10  |     |     |     | 3      |
| 25   | Sam Bird              | AF Corse              |     |     |     | 10  |     |     | 3      |
| Pos. | Piloto                | Equipo                | SPA | POR | MNZ | LMS | BHR | BHR | Puntos |

#### LMP2
| Pos. | Piloto                 | Equipo                    | SPA | POR | MNZ | LMS | BHR | BHR | Puntos |
| ---- | ---------------------- | ------------------------- | --- | --- | --- | --- | --- | --- | ------ |
| 1    | Robin Frijns           | Team WRT                  | 10  | 4   | 2   | 1   | 1   | 1   | 151    |
| 1    | Ferdinand von Habsburg | Team WRT                  | 10  | 4   | 2   | 1   | 1   | 1   | 151    |
| 1    | Charles Milesi         | Team WRT                  | 10  | 4   | 2   | 1   | 1   | 1   | 151    |
| 2    | Sean Gelael            | Jota                      | 3   | 2   | 5   | 2   | 2   | 3   | 131    |
| 2    | Tom Blomqvist          | Jota                      | 3   | 2   | 5   | 2   | 2   | 3   | 131    |
| 2    | Stoffel Vandoorne      | Jota                      | 3   | 2   | 5   | 2   | 2   | 3   | 131    |
| 3    | Anthony Davidson       | Jota                      | 2   | 1   | Ret | 4   | 3   | 2   | 123    |
| 3    | António Félix da Costa | Jota                      | 2   | 1   | Ret | 4   | 3   | 2   | 123    |
| 3    | Roberto González       | Jota                      | 2   | 1   | Ret | 4   | 3   | 2   | 123    |
| 4    | Philip Hanson          | United Autosports USA     | 1   | 3   | 1   | 10  | 4   | 4   | 107    |
| 5    | Fabio Scherer          | United Autosports USA     | 1   | WD  | 1   | 10  | 4   | 4   | 84     |
| 5    | Filipe Albuquerque     | United Autosports USA     | 1   |     | 1   | 10  | 4   | 4   | 84     |
| 6    | Alex Brundle           | Inter Europol Competition | 5   | 5   | 4   | 3   | 9   | 5   | 84     |
| 6    | Jakub Śmiechowski      | Inter Europol Competition | 5   | 5   | 4   | 3   | 9   | 5   | 84     |
| 7    | Renger van der Zande   | Inter Europol Competition | 5   |     | 4   | 3   | 9   | 5   | 69     |
| 8    | Frits van Eerd         | Racing Team Nederland     | 4   | 10  | 3   | 6   | 5   | 6   | 67     |
| 9    | Giedo van der Garde    | Racing Team Nederland     | 4   | 10  | WD  | 6   | 5   | 6   | 52     |
| 9    | Job van Uitert         | Racing Team Nederland     | 4   | 10  | WD  | 6   | 5   | 6   | 52     |
| 10   | Esteban Garcia         | Realteam Racing           | 6   | 7   | 7   | 7   | 7   | 7   | 50     |
| 10   | Norman Nato            | Realteam Racing           | 6   | 7   | 7   | 7   | 7   | 7   | 50     |
| 11   | Ben Hanley             | DragonSpeed USA           | 7   | 8   | 6   | 5   | 11  | 10  | 42.5   |
| 11   | Henrik Hedman          | DragonSpeed USA           | 7   | 8   | 6   | 5   | 11  | 10  | 42.5   |
| 11   | Juan Pablo Montoya     | DragonSpeed USA           | 7   | 8   | 6   | 5   | 11  | 10  | 42.5   |
| 12   | Loïc Duval             | Realteam Racing           | 6   |     | 7   | 7   | 7   | 7   | 41     |
| 13   | Sophia Flörsch         | Richard Mille Racing Team | 8   | 6   | 8   | Ret | 6   | 9   | 31     |
| 14   | Beitske Visser         | Richard Mille Racing Team | 8   | 6   |     | Ret | 6   | 9   | 27     |
| 15   | Dennis Andersen        | High Class Racing         | 9   | 9   | 9   | 8   | 8   | 8   | 25     |
| 16   | Wayne Boyd             | United Autosports USA     |     | 3   |     |     |     |     | 23     |
| 16   | Paul di Resta          | United Autosports USA     |     | 3   |     |     |     |     | 23     |
| 17   | Tatiana Calderón       | Richard Mille Racing Team | 8   | 6   | 8   | Ret |     | 9   | 23     |
| 18   | Anders Fjordbach       | High Class Racing         | 9   | 9   | 9   |     | 8   | 8   | 17     |
| 19   | Nyck de Vries          | Racing Team Nederland     |     |     | 3   |     |     |     | 15     |
| 19   | Paul-Loup Chatin       | Racing Team Nederland     |     |     | 3   |     |     |     | 15     |
| 20   | Louis Delétraz         | Inter Europol Competition |     | 5   |     |     |     |     | 15     |
| 21   | Robert Kubica          | High Class Racing         |     |     |     |     | 8   | 8   | 10     |
| 22   | Mathias Beche          | Realteam Racing           |     | 7   |     |     |     |     | 9      |
| 23   | Gabriel Aubry          | Richard Mille Racing Team |     |     |     |     | 6   |     | 8      |
| 24   | Marco Sørensen         | High Class Racing         |     |     |     | 8   |     |     | 8      |
| 24   | Ricky Taylor           | High Class Racing         |     |     |     | 8   |     |     | 8      |
| 25   | Miro Konôpka           | ARC Bratislava            | Ret | 11  | 10  | 9   | 10  | 11  | 8      |
| 26   | Jan Magnussen          | High Class Racing         | 9   | 9   | 9   |     |     |     | 7      |
| 27   | Oliver Webb            | ARC Bratislava            |     | 11  | 10  | 9   | 10  |     | 7      |
| 28   | Matej Konôpka          | ARC Bratislava            |     |     | 10  | 9   |     |     | 5      |
| 29   | Kush Maini             | ARC Bratislava            |     |     |     |     | 10  |     | 1      |
| 30   | Tom Jackson            | ARC Bratislava            | Ret | 11  |     |     |     |     | 1      |
| 31   | Olli Caldwell          | ARC Bratislava            |     |     |     |     |     | 11  | 1      |
| 31   | Nelson Panciatici      | ARC Bratislava            |     |     |     |     |     | 11  | 1      |
| 32   | Darren Burke           | ARC Bratislava            | Ret |     |     |     |     |     | 0      |
| Pos. | Piloto                 | Equipo                    | SPA | POR | MNZ | LMS | BHR | BHR | Puntos |

#### LMP2 Pro/Am
| Pos. | Piloto              | Equipo                | SPA | POR | MNZ | LMS | BHR | BHR | Puntos |
| ---- | ------------------- | --------------------- | --- | --- | --- | --- | --- | --- | ------ |
| 1    | Frits van Eerd      | Racing Team Nederland | 1   | 4   | 1   | 2   | 1   | 1   | 167    |
| 2    | Esteban Garcia      | Realteam Racing       | 2   | 1   | 3   | 3   | 2   | 2   | 146    |
| 2    | Norman Nato         | Realteam Racing       | 2   | 1   | 3   | 3   | 2   | 2   | 146    |
| 3    | Giedo van der Garde | Racing Team Nederland | 1   | 4   | WD  | 2   | 1   | 1   | 142    |
| 3    | Job van Uitert      | Racing Team Nederland | 1   | 4   | WD  | 2   | 1   | 1   | 142    |
| 4    | Ben Hanley          | DragonSpeed USA       | 3   | 2   | 2   | 1   | 5   | 4   | 138    |
| 4    | Henrik Hedman       | DragonSpeed USA       | 3   | 2   | 2   | 1   | 5   | 4   | 138    |
| 4    | Juan Pablo Montoya  | DragonSpeed USA       | 3   | 2   | 2   | 1   | 5   | 4   | 138    |
| 5    | Dennis Andersen     | High Class Racing     | 4   | 3   | 4   | 4   | 3   | 3   | 109    |
| 6    | Loïc Duval          | Realteam Racing       | 2   |     | 3   | 3   | 2   | 2   | 108    |
| 7    | Anders Fjordbach    | High Class Racing     | 4   | 3   | 4   |     | 3   | 3   | 85     |
| 8    | Miro Konôpka        | ARC Bratislava        | Ret | 5   | 5   | 5   | 4   | 5   | 72     |
| 8    | Oliver Webb         | ARC Bratislava        |     | 5   | 5   | 5   | 4   |     | 57     |
| 9    | Jan Magnussen       | High Class Racing     | 4   | 3   | 4   |     |     |     | 47     |
| 10   | Mathias Beche       | Realteam Racing       |     | 1   |     |     |     |     | 38     |
| 11   | Robert Kubica       | High Class Racing     |     |     |     |     | 3   | 3   | 38     |
| 12   | Matej Konôpka       | ARC Bratislava        |     |     | 5   | 5   |     |     | 30     |
| 13   | Nyck de Vries       | Racing Team Nederland |     |     | 1   |     |     |     | 25     |
| 13   | Paul Loup Chatin    | Racing Team Nederland |     |     | 1   |     |     |     | 25     |
| 14   | Marco Sørensen      | High Class Racing     |     |     |     | 4   |     |     | 24     |
| 14   | Ricky Taylor        | High Class Racing     |     |     |     | 4   |     |     | 24     |
| 15   | Tom Jackson         | ARC Bratislava        | Ret | 5   |     |     |     |     | 15     |
| 16   | Olli Caldwell       | ARC Bratislava        |     |     |     |     |     | 5   | 15     |
| 16   | Nelson Panciatici   | ARC Bratislava        |     |     |     |     |     | 5   | 15     |
| 17   | Kush Maini          | ARC Bratislava        |     |     |     |     | 4   |     | 12     |
| 18   | Darren Burke        | ARC Bratislava        | Ret |     |     |     |     |     | 0      |
| Pos. | Piloto              | Equipo                | SPA | POR | MNZ | LMS | BHR | BHR | Puntos |

#### GTE Am
| Pos. | Piloto                | Equipo                | SPA | POR | MNZ | LMS | BHR | BHR | Puntos |
| ---- | --------------------- | --------------------- | --- | --- | --- | --- | --- | --- | ------ |
| 1    | Nicklas Nielsen       | AF Corse              | 1   | 10  | 1   | 1   | 5   | 1   | 150    |
| 1    | François Perrodo      | AF Corse              | 1   | 10  | 1   | 1   | 5   | 1   | 150    |
| 1    | Alessio Rovera        | AF Corse              | 1   | 10  | 1   | 1   | 5   | 1   | 150    |
| 2    | Felipe Fraga          | TF Sport              | 2   | 7   | 12  | 2   | 1   | Ret | 90.5   |
| 2    | Ben Keating           | TF Sport              | 2   | 7   | 12  | 2   | 1   | Ret | 90.5   |
| 2    | Dylan Pereira         | TF Sport              | 2   | 7   | 12  | 2   | 1   | Ret | 90.5   |
| 3    | Matt Campbell         | Dempsey-Proton Racing | Ret | Ret | 5   | 4   | 2   | 2   | 79     |
| 3    | Jaxon Evans           | Dempsey-Proton Racing | Ret | Ret | 5   | 4   | 2   | 2   | 79     |
| 3    | Christian Ried        | Dempsey-Proton Racing | Ret | Ret | 5   | 4   | 2   | 2   | 79     |
| 4    | Matteo Cairoli        | Team Project 1        | DNS | 2   | 4   | Ret | 3   | 3   | 78     |
| 4    | Riccardo Pera         | Team Project 1        | DNS | 2   | 4   | Ret | 3   | 3   | 78     |
| 4    | Egidio Perfetti       | Team Project 1        | DNS | 2   | 4   | Ret | 3   | 3   | 78     |
| 5    | Antonio Fuoco         | Cetilar Racing        | 3   | 1   | 10  | Ret | 9   | 4   | 75     |
| 5    | Roberto Lacorte       | Cetilar Racing        | 3   | 1   | 10  | Ret | 9   | 4   | 75     |
| 5    | Giorgio Sernagiotto   | Cetilar Racing        | 3   | 1   | 10  | Ret | 9   | 4   | 75     |
| 6    | Francesco Castellacci | AF Corse              | 4   | 3   | 7   | 7   | 7   | 6   | 71     |
| 6    | Giancarlo Fisichella  | AF Corse              | 4   | 3   | 7   | 7   | 7   | 6   | 71     |
| 6    | Thomas Flohr          | AF Corse              | 4   | 3   | 7   | 7   | 7   | 6   | 71     |
| 7    | Claudio Schiavoni     | Iron Lynx             | 9   | 5   | Ret | 3   |     | 5   | 62     |
| 8    | Marcos Gomes          | Aston Martin Racing   | 6   | 4   | 2   | Ret | 4   | 10  | 58     |
| 8    | Paul Dalla Lana       | Aston Martin Racing   | 6   | 4   | 2   | Ret | 4   | 10  | 58     |
| 8    | Augusto Farfus        | Aston Martin Racing   | 6   | 4   | 2   |     | 4   | 10  | 58     |
| 9    | Tomonobu Fujii        | D'station Racing      | 7   | Ret | 3   | 5   | 10  | 7   | 51     |
| 9    | Satoshi Hoshino       | D'station Racing      | 7   | Ret | 3   | 5   | 10  | 7   | 51     |
| 9    | Andrew Watson         | D'station Racing      | 7   | Ret | 3   | 5   | 10  | 7   | 51     |
| 10   | Rahel Frey            | Iron Lynx             | 8   | 6   | 8   | 6   | 8   | 8   | 46     |
| 11   | Matteo Cressoni       | Iron Lynx             | 9   | 5   | Ret |     | 11  | 5   | 33.5   |
| 11   | Andrea Piccini        | Iron Lynx             | 9   | 5   | Ret |     | 11  | 5   | 33.5   |
| 12   | Michelle Gatting      | Iron Lynx             |     | 6   | 8   | 8   |     |     | 32     |
| 13   | Raffaele Giammaria    | Iron Lynx             |     |     |     | 3   |     |     | 30     |
| 13   | Paolo Ruberti         | Iron Lynx             |     |     |     | 3   |     |     | 30     |
| 14   | Sarah Bovy            | Iron Lynx             |     |     | 8   | 8   | 8   | 8   | 30     |
| 15   | Ben Barker            | GR Racing             | Ret | 8   | 8   | 9   | 6   | 9   | 23     |
| 15   | Tom Gamble            | GR Racing             | Ret | 8   | 8   | 9   | 6   | 9   | 23     |
| 15   | Michael Wainwright    | GR Racing             | Ret | 8   | 8   | 9   | 6   | 9   | 23     |
| 16   | Marco Seefried        | Dempsey-Proton Racing | 5   | 9   | 6   |     |     |     | 21     |
| 17   | Andrew Haryanto       | Dempsey-Proton Racing | 5   |     | 6   |     |     |     | 18     |
| 17   | Alessio Picariello    | Dempsey-Proton Racing | 5   |     | 6   |     |     |     | 18     |
| 18   | Manuela Gostner       | Iron Lynx             | 8   | 6   |     |     |     |     | 16     |
| 19   | Katherine Legge       | Iron Lynx             | 8   |     |     |     | 8   | 8   | 14     |
| 20   | Julien Andlauer       | Dempsey-Proton Racing |     | 9   |     | 8   | 12  | Ret | 12.5   |
| 21   | Dominique Bastien     | Dempsey-Proton Racing |     | 9   |     | 8   |     |     | 12     |
| 22   | Lance Arnold          | Dempsey-Proton Racing |     |     |     | 8   |     |     | 9      |
| 23   | Rino Mastronardi      | Iron Lynx             |     |     |     |     | 11  |     | 1.5    |
| 24   | Anders Buchardt       | Team Project 1        | WD  |     | 11  | Ret |     |     | 0.5    |
| 24   | Dennis Olsen          | Team Project 1        | WD  |     | 11  | Ret |     |     | 0.5    |
| 24   | Maxwell Root          | Team Project 1        |     |     | 11  |     |     |     | 0.5    |
| 25   | Khaled Al Qubaisi     | Dempsey-Proton Racing |     |     |     |     | 12  | Ret | 0.5    |
| 25   | Adrien De Leener      | Dempsey-Proton Racing |     |     |     |     | 12  |     | 0.5    |
| 26   | Robby Foley           | Team Project 1        |     |     |     | Ret |     |     | 0      |
| 27   | Nicki Thiim           | Aston Martin Racing   |     |     |     | Ret |     |     | 0      |
| 28   | Axcil Jefferies       | Team Project 1        | WD  |     |     |     |     |     | 0      |
| 28   | Axcil Jefferies       | Dempsey-Proton Racing |     |     |     |     |     | Ret | 0      |
| Pos. | Piloto                | Equipo                | SPA | POR | MNZ | LMS | BHR | BHR | Puntos |

### Campeonato de fabricantes

#### GTE
Los dos coches mejor ubicados de cada constructor suman puntos.
| Pos. | Fabricante | SPA | POR | MNZ | LMS | BHR | BHR | Puntos |
| ---- | ---------- | --- | --- | --- | --- | --- | --- | ------ |
| 1    | Ferrari    | 2   | 1   | 2   | 1   | 3   | 1   | 291    |
| 1    | Ferrari    | 3   | 2   | 4   | 4   | 4   | 3   | 291    |
| 2    | Porsche    | 1   | 3   | 1   | 2   | 1   | 2   | 277    |
| 2    | Porsche    | 4   | 4   | 3   | 3   | 2   | 4   | 277    |
| Pos. | Fabricante | SPA | POR | MNZ | LMS | BHR | BHR | Puntos |

### Campeonatos de escuderías

#### Hypercar
Solo puntúa el mejor automóvil clasificado de cada equipo.
| Pos. | Equipo              | SPA | POR | MNZ | LMS | BHR | BHR | Puntos |
| ---- | ------------------- | --- | --- | --- | --- | --- | --- | ------ |
| 1    | Toyota Gazoo Racing | 1   | 1   | 1   | 1   | 1   | 1   | 206    |
| 2    | Alpine Elf Matmut   | 2   | 3   | 2   | 3   | 3   | 3   | 128    |
| 3    | Glickenhaus Racing  |     | 30  | 4   | 4   |     |     | 37     |
| Pos. | Equipo              | SPA | POR | MNZ | LMS | BHR | BHR | Puntos |

#### LMP2
Solo puntúa el mejor automóvil clasificado de cada equipo.
| Pos. | N.º | Equipo                    | SPA | POR | MNZ | LMS | BHR | BHR | Puntos |
| ---- | --- | ------------------------- | --- | --- | --- | --- | --- | --- | ------ |
| 1    | 31  | Team WRT                  | 10  | 4   | 2   | 1   | 1   | 1   | 151    |
| 2    | 28  | Jota                      | 3   | 2   | 5   | 2   | 2   | 3   | 131    |
| 3    | 38  | Jota                      | 2   | 1   | Ret | 4   | 3   | 2   | 123    |
| 4    | 22  | United Autosports USA     | 1   | 3   | 1   | 10  | 4   | 4   | 107    |
| 5    | 34  | Inter Europol Competition | 5   | 5   | 4   | 3   | 9   | 5   | 84     |
| 6    | 29  | Racing Team Nederland     | 4   | 10  | 3   | 6   | 5   | 6   | 67     |
| 7    | 70  | Realteam Racing           | 6   | 7   | 7   | 7   | 7   | 7   | 50     |
| 8    | 21  | DragonSpeed USA           | 7   | 8   | 6   | 5   | 11  | 10  | 42.5   |
| 9    | 1   | Richard Mille Racing Team | 8   | 6   | 8   | Ret | 6   | 9   | 31     |
| 10   | 20  | High Class Racing         | 9   | 9   | 9   | 8   | 8   | 8   | 25     |
| 11   | 44  | ARC Bratislava            | Ret | 11  | 10  | 9   | 10  | 11  | 8      |
| Pos. | N.º | Equipo                    | SPA | POR | MNZ | LMS | BHR | BHR | Puntos |

#### LMP2 Pro/Am
Solo puntúa el mejor automóvil clasificado de cada equipo.
| Pos. | N.º | Equipo                | SPA | POR | MNZ | LMS | BHR | BHR | Puntos |
| ---- | --- | --------------------- | --- | --- | --- | --- | --- | --- | ------ |
| 1    | 29  | Racing Team Nederland | 1   | 4   | 1   | 2   | 1   | 1   | 167    |
| 2    | 70  | Realteam Racing       | 2   | 1   | 3   | 3   | 2   | 2   | 146    |
| 3    | 21  | DragonSpeed USA       | 3   | 2   | 2   | 1   | 5   | 4   | 138    |
| 4    | 20  | High Class Racing     | 4   | 3   | 4   | 4   | 3   | 3   | 109    |
| 5    | 44  | ARC Bratislava        | Ret | 5   | 5   | 5   | 4   | 5   | 72     |
| Pos. | N.º | Equipo                | SPA | POR | MNZ | LMS | BHR | BHR | Puntos |

#### GTE Am
Solo puntúa el mejor automóvil clasificado de cada equipo.
| Pos. | N.º | Equipo                | SPA | POR | MNZ | LMS | BHR | BHR | Puntos |
| ---- | --- | --------------------- | --- | --- | --- | --- | --- | --- | ------ |
| 1    | 83  | AF Corse              | 1   | 10  | 1   | 1   | 5   | 1   | 150    |
| 2    | 33  | TF Sport              | 2   | 7   | 12  | 2   | 1   | Ret | 90.5   |
| 3    | 77  | Dempsey-Proton Racing | Ret | Ret | 5   | 4   | 2   | 2   | 79     |
| 4    | 56  | Team Project 1        | DNS | 2   | 4   | Ret | 3   | 3   | 78     |
| 5    | 47  | Cetilar Racing        | 3   | 1   | 10  | Ret | 9   | 4   | 75     |
| 6    | 54  | AF Corse              | 4   | 3   | 7   | 7   | 7   | 6   | 71     |
| 7    | 60  | Iron Lynx             | 9   | 5   | Ret | 3   | 11  | 5   | 63.5   |
| 8    | 98  | Aston Martin Racing   | 6   | 4   | 2   | Ret | 4   | 10  | 58     |
| 9    | 777 | D'station Racing      | 7   | Ret | 3   | 5   | 10  | 7   | 51     |
| 10   | 85  | Iron Lynx             | 8   | 6   | 8   | 6   | 8   | 8   | 46     |
| 11   | 88  | Dempsey-Proton Racing | 5   | 9   | 6   | 8   | 12  | Ret | 30.5   |
| 12   | 86  | GR Racing             | Ret | 8   | 9   | 9   | 6   | 9   | 21     |
| 13   | 46  | Team Project 1        | WD  |     | 11  | Ret |     |     | 0.5    |
| Pos. | N.º | Equipo                | SPA | POR | MNZ | LMS | BHR | BHR | Puntos |